# Diego Ortiz López
Diego Mauro Ortiz López (n. San Carlos, Región de Ñuble, Chile, 12 de septiembre de 1989) fue un futbolista chileno. 

## Clubes
| Club            | País  | Año       |
| --------------- | ----- | --------- |
| Ñublense        | Chile | 2008-2011 |
| Deportes Temuco | Chile | 2012-2013 |
| Naval           | Chile | 2013      |